# Mold (Wales)
Mold (walisisch: Yr Wyddgrug) ist eine Stadt und Community in Nordwales, die beim Zensus 2011 knapp über 10.000 Einwohner hatte. Sie ist Verwaltungssitz der Principal Area Flintshire.

## Geographie
Mold liegt im Nordosten von Wales, nicht allzu weit von der Grenze zu England entfernt. Etwa 15 Kilometer östlich von Mold liegt bereits die englische Großstadt Chester. Mold selbst liegt im Tal des River Alyn, das Stadtzentrum liegt dabei auf zwei Hügeln am westlichen Flussufer. Die Stadt umfasst neben dem Stadtzentrum Mold die Stadtteile Maes-y-Dre, Pwll-Glas, Leadmill und Ponterwyl im Norden, Pentre im Osten und Glanyrafon im Süden. Daneben umfasst die Stadt auch Teile des Umlandes, insbesondere im Norden stehen hier auch Einzelsiedlungen. Im Norden umfasst das Stadtgebiet so auch den Forst Coed Ffoulkes. Während große Teile des weiteren Umlandes eher ländlich geprägt sind, liegt unweit östlich der Stadt Buckley, das gut doppelt so viele Einwohner hat wie Mold. Das westliche Umland bis hin zur Clwydian Range ist unter Touristen beliebt, vor allem durch seine Möglichkeiten zum Wandern.
Verwaltungsgeographisch bildet Mold eine eigene Community. Die Stadt selbst ist Teil von Flintshire, dessen Verwaltungssitz sie auch ist. Wahlkreisgeographisch gehört Mold zum britischen Wahlkreis Delyn beziehungsweise zu dessen walisischem Pendant. Die Verwaltung der Stadt liegt in den Händen des Mold Town Councils.

## Geschichte

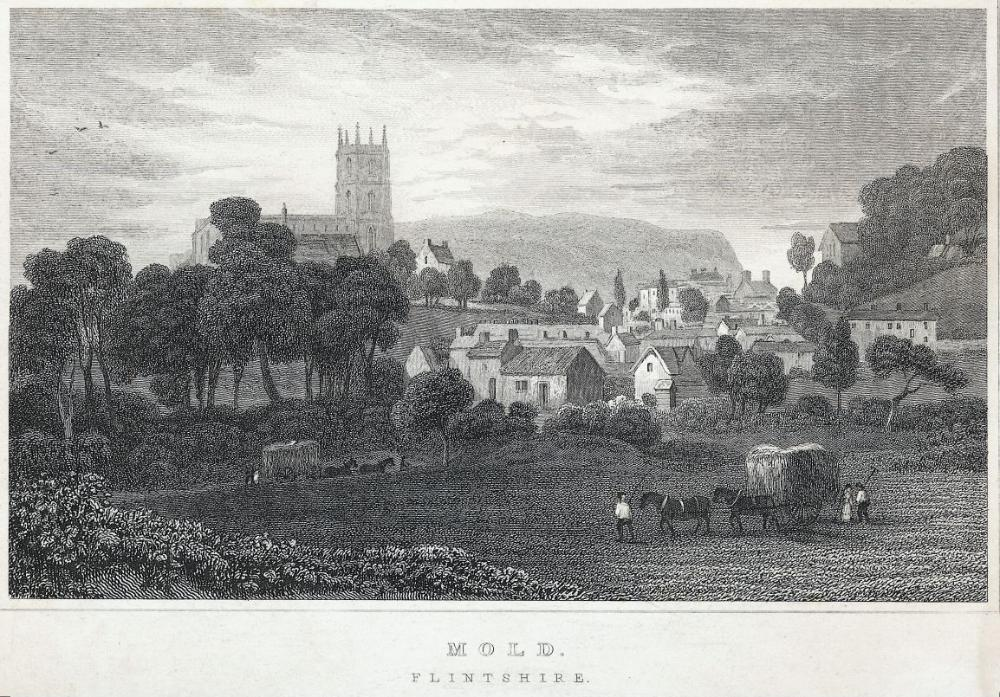
Darstellung von Mold aus den 1830ern

Die Gegend war bereits im römischen Britannien und von den Britonen sowie bereits davor besiedelt, wovon archäologische Hinterlassenschaften aus der Gegend zeigen,  unter anderem das sogenannte Mold Cape aus der Bronzezeit. Eventuell war das direkte Umland der heutigen Stadt Ort einer Schlacht zwischen bischöflichen Truppen des Germanus von Auxerre und den Sachsen, dem sogenannten Alleluia Victory aus dem Jahre 429. Anstelle der heutigen St Mary Church, die auf einem der beiden Hügel am westlichen Flussufer steht, entstand wahrscheinlich bereits im Frühmittelalter eine erste Kirche. Historiker gehen aber nicht davon aus, dass sich bereits zu diesem Zeitpunkt eine Siedlung um die Kirche herum entwickelt hatte.
Im Hochmittelalter wurde auf dem zweiten, etwas nördlicher gelegenen Hügel von Anglonormannen die Mold Castle errichtet. Vermutlich leitet sich der heutige Name der Stadt vom ersten Burgherren ab, einem Ritter namens Robert de Montalt. Der walisische Name der Stadt Yr Wyddgrug ist davon separat zu betrachten, er bezieht sich wahrscheinlich auf den prominenten Hügel. Möglicherweise geht er auch auf ein altwalisisches Wort für Grabhügel zurück. Dies würde bedeuten, dass mindestens einer der beiden Hügel in der Vorzeit als Grabstelle genutzt wurde, wofür es aber keinerlei archäologische Hinweise gibt. Die Burgen hatte jedenfalls in den folgenden Jahrhunderten eine gewisse Bedeutung, die erst zum Ende des Mittelalters verschwand. Für das 13. Jahrhundert ist zudem erstmals eine Siedlung unterhalb der Burg belegt. Zunächst als Monte Alto bezeichnet, ist sie die Keimquelle für das heutige Mold. Später kam die Stadt und die Burg in Besitz der Adelsfamilie Stanley. Unter ihrer Herrschaft wurde unter anderem an Stelle der alten Kirche die heutige St Mary Church errichtet, um den Sieg in der Schlacht von Bosworth zu feiern, an dem Mitglieder der Stanleys mitgewirkt hatten.
In den folgenden Jahrhunderten wuchs die Siedlung immer weiter an und wurde für das direkte Umland ein Zentrum. Erst aber ab Mitte des 18. Jahrhunderts hatte die Stadt auch regionale Bedeutung, als die Behörden des Flintshires in der Stadt erstmals sogenannte quarter sessions abhielten. Wenig später erlebte die gesamte Region und vor allem auch Mold durch die Industrialisierung einen Aufschwung. Die Stadt hatte alsbald mehrere tausend Einwohner und war Wirtschafts- und Verwaltungszentrum des weiteren Umlandes. So entstand 1833 ein Verwaltungsgebäude für die Behörden des Flintshires (County Hall), Anfang der 1870er-Jahre zudem ein Gefängnis. Die Häuser der Stadt stammen fast ausschließlich aus neueren Jahrzehnten, eine kleine Minderheit aus der georgianischen und viktorianischen Zeit. Im 19. Jahrhundert wurde die Stadt durch den hier geborenen Literaten Daniel Owen bekannt. Owen setzte sich auch für bessere Lebensumstände für die Bevölkerung seiner Heimatstadt ein. Denn ein Nebeneffekt der Industrialisierung waren soziale Spannungen. So kam es in der Stadt 1869 zu den sogenannten Mold Riots, nachdem ein lokaler Minenleiter namens John Young unter anderem die Löhne der Bergarbeiter gekürzt hatte und ihnen das Sprechen der walisischen Sprache während der Arbeitszeiten verboten hatte.
Die ehemalige Hauptstadt der Grafschaft Clwyd ist heutzutage Verwaltungssitz von Flintshire. 2018 befand eine Studie der Royal Mail, dass Mold nach Denbigh die walisische Marktstadt mit der höchsten Lebensqualität sei. Zusätzlich ist Mold auch Mitglied in der sogenannten Cittàslow-Bewegung, die sich für eine Förderung der Lebensqualität in Städten einsetzt. Noch heute gibt es verschiedene Märkte in der Stadt, daneben auch zahlreiche Einzelhandelsgeschäfte. Mit dem in Mold ansässigen Theatr Clwyd und mehreren Festivals spielt zudem die Kultur heutzutage eine größere Rolle für die Stadt. Dreimal richtete die Stadt bereits den National Eisteddfod aus.

## Infrastruktur
Mold hat insgesamt vier Schulen, darunter eine katholische Einrichtung und zwei Grundschulen. Zudem hat es ein eigenes Krankenhaus. Ferner verfügt die Stadt über eigene Kirchen, Parkanlagen und Spielplätze. Zudem gibt es im Norden und Süden zwei Industriegebiete. Unter anderem hat auch die Royal Mail mehrere Niederlassungen in der Stadt. Ferner hat die Stadt eine eigene Bibliothek und ein Kunstmuseum. Zusätzlich ist sie Heimat des überregional bekannten Theatr Clwyd.

## Verkehr
Durch Mold direkt führen mit der A541 road und der A5119 road zwei regionale Straßen. An der südlichen Stadtgrenze führt zudem mit der A494 road eine Fernstraße entlang. Zusätzlich ist Mold mit zahlreichen Verbindungen ans regionale Busnetz angebunden. So gibt es unter anderem Verbindungen nach Chester, Wrexham, Denbigh, Ruthin, Flint und Holywell.

## Bauwerke
Neben der als Scheduled Monument geschützten Mold Castle gibt es auf dem Gebiet der Stadt 56 Bauwerke, die einen Eintrag auf der Statutory List of Buildings of Special Architectural or Historic Interest haben. Vornehmlich liegen diese im Stadtzentrum. Fast ausschließlich wurden diese Gebäude als Grade II buildings eingestuft, allerdings gibt es mit der Bethesda Welsh Prebyterian Chapel und der Parish Church of St Mary je ein Grade II* building beziehungsweise Grade I building.

## Söhne und Töchter
- Rhodri Meilir (* 1978), Schauspieler

Personen mit Verbindung nach Mold
- Richard Wilson (1714–1782), Maler, liegt in Mold begraben[5]